# Sieben Rechte für den Zuschauer
Sieben Rechte für den Zuschauer ist ein Zeichentrickkurzfilm von Marion Rasche und Peter Mißbach von 1980.

## Inhalt
Gezeigt werden Zuschauer in einem Kino, die sich unterhalten, schlafen, stricken, sich küssen oder den Raum verlassen.

## Hintergründe
Sieben Rechte für den Zuschauer war der erste Zeichentrickfilm von Marion Rasche und Peter Mißbach als Regisseure für das DEFA-Studio für Trickfilme in Dresden. Er war der Trailer für das Nationale Dokumentar- und Kurzfilmfestival in Neubrandenburg im Oktober 1980 und wurde danach auf weiteren Filmfestivals wie den Westdeutschen Kurzfilmtagen in Oberhausen 1981 gezeigt. Er wurde auch als Vorfilm in einigen Kinos der DDR seit dem 19. Juni 1981 gezeigt. 
2018 wurde der Film durch die DEFA-Stiftung digitalisiert und war 2019 in einer Begleit-DVD des Buches Sie – Regisseurinnen der DEFA enthalten.
Er wurde auch 2018 in Dresden, 2020 in Weimar, 2020 beim Filmfest Dresden und 2025 in Wien aufgeführt.